# Аландское море
Аландское море (фин. Ahvenanmeri, швед. Ålands hav, координаты 60°01′ с. ш. 19°13′ в. д.) — условное название для водного региона, расположенного в Ботническом заливе, между материковой Швецией и Аландскими островами. Это море соединяет Ботнический залив с Балтийским морем. Наибольшая глубина в Аландском море — 301 метр. Аландское море служит важным коммерческим путём между Швецией и Финляндией, по нему налажено несколько паромных путей. Численность населения, проживающего вокруг Аландского моря — 67 700 человек, что в среднем составляет 677 чел/км².